# 스페인 혁신
스페인 혁신(스페인어: Renovación Española, 리노바시온 에스파뇰라)는 스페인 제2공화국 시절 존재했던 대표적인 알폰소주의 극우 정당이다. 1937년에는 통합 팔랑헤에 통합되어 역사속으로 사라졌지만, 스페인 혁신은 스페인 내전 몇달 전 동안 꽤나 중요한 역할을 했다. 

## 역사

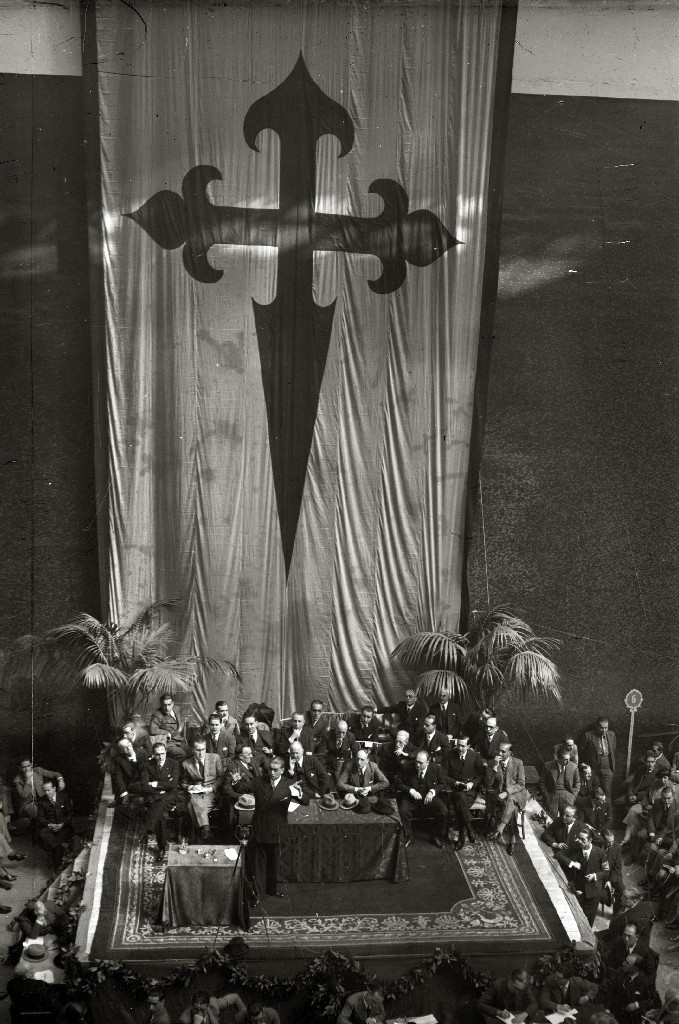
1935년에 칼보 소텔로가 연설하는 모습.

안토니오 고이코에체아가 대중행동에서 탈퇴한 뒤 알폰소 13세의 승인을 받아 1933년 1월에 창당했다. 알폰소 13세의 승인을 받은 만큼 스페인 혁신은 알폰소주의 정당이었지만 창당 초기에는 카를로스파와 좋은 관계를 유지해 이들을 반공화주의 계락에 참여시키려고 했다. 내전 전에도 스페인 혁신은 팔랑헤당과 연계되어 매달10,000페세타의 보조금을 지불하기도 했다. 결론적으로 스페인 혁신은 권위주의적 국가주의, 기업주의를 지지했으며 특히 칼보 소텔로의 부상 이후 더 두드러졌다.
스페인 혁신은 특히 스페인 내전 발발 이후 프랑코를 지지하기도 했는데, 내전 전에는 내전을 일으키는데 주요 역할을 했던 스페인 군사연합과 긴밀하게 교류했다. 내전 초기에 이들은 에밀리오 몰라 장군에게 또한 긴밀한 관계를 유지했다.
1936년 7월, 무능했던 고이코에체아보다 유능하고 뛰어난 연설가였던 칼보 소텔로가 암살당하며 스페인 혁신은 대중적으로, 정치적으로 위축되었고 대중에 대한 영향력이 거의 없는 상태에서 이루어진 당의 존속 시도는 곧 프랑코에게 종속되는 결과를 불러왔다. 이후 프랑코가 통합 팔랑헤를 결성하며 포고령을 내렸고, 스페인 혁신의 권력 기반이 낮다는 데에 있어 코이코에체아는 포고령을 수용했고, 1937년 3월 8일에 스페인 혁신은 사라졌다.

## 같이 보기
- 스페인 내전
- 국민파
- 팔랑헤당
- 카를로스파
- 스페인 제2공화국